# إليزابيث بايبر إنسلي
إليزابيث بايبر إنسلي (بالإنجليزية: Elizabeth Piper Ensley)‏ (ولدت يوم 19 يناير 1847- توفيت يوم 23 فبراير 1919)، أمريكية من أصل أفريقي ومعلمة ومدافعة عن حق النساء في التصويت. ولدت إنسلي في ماساتشوستس، وعملت معلمة في الساحل الشرقي للبلاد. انتقلت إلى كولورادو حيث حققت مكانة بارزة كقائدة في حركة حق النساء في التصويت هناك. عملت أيضًا صحفية وناشطة وقائدة ومؤسسة لنوادي نسائية محلية.

## حياتها المبكرة وتعليمها
على الرغم من أن بعض المصادر تدعي أن إنسلي ولدت في عام 1848 في منطقة البحر الكاريبي، تظهر سجلات التعداد والزواج، وكذلك قبرها، أنها وُلدت في نيو بيدفورد، ماساتشوستس، في 19 يناير 1847. ولد والدها فيليب إف. بايبر في ولاية فرجينيا ووُلدت والدتها جين غيبسون في جورجيا. عمل والدها على سفينة ريبيكا سيمز. في عام 1868 تخرجت من مدرسة ويست نيوتن التقليدية للغة الإنجليزية، والمعروفة أيضًا باسم مدرسة ألن. منذ عام 1869 حتى ديسمبر 1870، سافرت إلى إنجلترا وأوروبا.

## زواجها وأطفالها

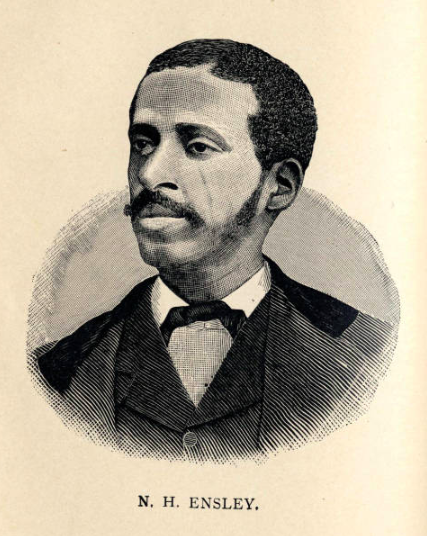
نويل هيوستن إنسلي (1852–1888)

تزوجت نويل هيوستن إنسلي في 4 سبتمبر 1882، في بوسطن. ولد نويل في ناشفيل، تينيسي في 23 أغسطس 1852، للأبوين كلارا وجورج إنسلي. ولد عبدًا، وكان مملوكًا لجده من أمه الذي وظف مدرّسًا ليعلمه القراءة والكتابة. بعد الحرب الأهلية، عمل نويل والتحق بمدرسة قريبة من منزله وأصبح مدرّسًا ومعلمًا ليوم الأحد في المدرسة. رغب في أن يصبح واعظًا. وتخرج بالمرتبة الثالثة في صفه من جامعة روجر ويليامز في ناشفيل في يونيو 1878، ثم التحق بمدرسة نيوتن اللاهوتية في ماساتشوستس، حيث كان الرجل الأسود الوحيد في فصل تخرجه (حوالي عام 1881). درّس أولًا اللغة اللاتينية واللاهوت في مدرسة في رالي، نورث كارولينا. عمل أستاذًا للبلاغة والعبرية والعلوم في جامعة هوارد وجامعة ولاية ألكورن. كان من بين مواضيعه المفضلة «توسان لوفرتور» و «بلاك فيرسوس لاك» و «حقوق المرأة» و «الاعتدال» و «حقوق الزنوج». أنجبا ثلاثة أطفال: روجر (ولد 1883)، شارلوت (ولدت 1885)، وجان (مارس 1888- يونيو 1888).
عاشوا في واشنطن في ثمانينيات القرن التاسع عشر، ثم في مسيسيبي، قبل أن ينتقلوا إلى دنفر، كولورادو في 1887 أو 1888. شكّلت الجالية الأمريكية الإفريقية حوالي 2% فقط من إجمالي سكان دنفر. توفي نويل في دنفر، كولورادو في 23 مايو 1888. عاشت إنسلي في 855 إس إيمرسون، في منزل حرفي. عاشت أيضًا في 1722 لوغان، دنفر، كولورادو في عام 1900، حين عاش معها كل من والدتها وطفليها الأحياء (من أصل ثلاثة).

## مهنتها
عقب عودتها من أوروبا في 22 ديسمبر 1870، أسست مكتبة إعارة في بوسطن وأصبحت معلمة في مدرسة عامة في ترينتون، نيو جيرسي. في عامي 1882 و1883، كانت إليزابيث عضوة في كلية جامعة هوارد. درّست في جامعة ألكورن في مسيسيبي قبل أن تنتقل إلى دنفر. كانت إنسلي مراسلة دنفر لمجلة عصر المرأة، وهي المجلة الوطنية للرابطة الوطنية لنوادي النساء الملونات (إن أيه سي دبليو سي) في عام 1894، حين أبلغت عن أول انتخابات يمكن للنساء التصويت فيها. كانت أول صحيفة شهرية تنشرها امرأة أمريكية من أصل أفريقي وتعمل لأجل المرأة الأمريكية من أصل أفريقي. 

## نشاطها

### جهود الإغاثة
نظرًا للذعر الفضي عام 1893، كان عمال المناجم الذين فقدوا وظائفهم موجودين في دنفر مع عائلاتهم. في كولورادو، انضمت إليزابيث إلى جهود دنفر لإغاثة الفقراء والمشردين، إذ اتصلت بالأشخاص الذين عرفتهم في واشنطن العاصمة وبوسطن للمساعدة في تمويل جهود الإغاثة.

### حق التصويت والسياسة
كان للمرأة الحق في التصويت في انتخابات مجالس التعليم فقط دون الانتخابات الأخرى، وفقًا لدستور الولاية لعام 1876. استلهمت إليزابيث من تجاربها مع مجموعات حق النساء في التصويت في بوسطن، وانضمت إلى الحملة لوضع تعديل على حق النساء في التصويت في اقتراع نوفمبر 1993 في كولورادو، كي تتمكن النساء من التصويت في جميع الانتخابات. كانت أمينة صندوق جمعية كولورادو غير الحزبية للمساواة في التصويت، وانطلاقًا من تمويل قيمته 25 دولارًا، ساعدت في كسب الأموال اللازمة للحملة. عملت إنسلي على إقناع الرجال الأمريكيين من أصل أفريقي بالتصويت لصالح حقوق النساء بالتصويت. جرت الموافقة على تعديل حق التصويت في نوفمبر 1893، ما جعل كولورادو الولاية الثانية التي منحت حقوق التصويت للنساء.
إلى جانب إيدا كلارك ديبيريست، نظمت نادي كولورادو الجمهوري للنساء الملونات لتعليم النساء الأميركيات من أصل أفريقي أن يكن ناخبات مثقفات. على الرغم من أنها كانت أقرب للحزب الجمهوري، فقد كتبت أنه «يجب أن يتواجد تنظيم شامل ومنهجي للنساء في جميع الأحزاب».
أسست رابطة النساء في عام 1894 لتعليم النساء السود كيفية التصويت، والتعبير عن أهمية التصويت، ونقل طبيعة القضايا. شاركت أيضًا في تأكيد المساواة للجميع والحقوق المدنية.

### أندية نسائية
أسست جمعية كولورادو لنوادي النساء الملوّنات في عام 1904، التي أنشأت تحالفًا أقوى من خلال الانضمام إلى ثماني منظمات في جميع أنحاء كولورادو. قادت الجمعية المجتمع والبرامج التعليمية، ومنها مشتل جورج واشنطن كارفر داي. عملت إنسلي كنائب ثانٍ لرئيس اتحاد ولاية كولورادو لنوادي النساء الملونات. ألقت خطابًا موجهًا للاتحاد في عام 1906 بعنوان «المرأة والاقتراع». كانت إنسلي العضو الوحيد من أصل أفريقي في المجلس الأبيض في اتحاد كولورادو لنوادي النساء.

## وفاتها وإرثها
توفيت في 23 فبراير 1919 في دنفر، في منزل ابنتها شارلوت إنسلي بريتون. دُفنت في أرض عائلة إنسلي في مقبرة ريفرسايد في دنفر، كولورادو.
في عام 2020، مُنحت إنسلي بعد وفاتها مرتبة الشرف في مشروع التاريخ القومي للنساء.

## وصلات خارجية
- Elizabeth Piper Ensley على موقع فايند أغريف